# Lleterola verda
La lleterola verda, lleterola llenegosa d’avellaner o lactari de llet roent (Lactarius pyrogalus) és una espècie de bolet pertanyent a la família de les russulàcies, no comestible per ser molt picant.

## Etimologia
El seu nom específic prové de les arrels gregues pyro (foc) i gala (llet).

## Descripció
- El barret fa de 5 a 10 cm de diàmetre, és aplanat i presenta una depressió central que es fa més evident en envellir. La superfície és una mica lluent i de color de bru grisenc a bru ataronjat amb tonalitats ocràcies, i, a vegades, és lleugerament zonada. Les làmines arriben fins a la cama (subdecurrents), són poc denses i de color crema ocraci fosc amb reflexos ataronjats, tonalitat molt semblant a la del barret. L'aresta és sencera i del mateix color. La cama, de color més pàl·lid que la resta del bolet, és cilíndrica o afuada, mesura 3-7 x 1-2 cm, de bon principi és massissa i després amb cavitats al seu interior (cavernosa). La seua superfície és seca.
- La carn és de color crema clar, poc compacta i una mica tova, i, en ser ferida, exsuda un làtex molt abundant que, si bé inicialment és blanc, de seguida es torna crema en assecar-se. Fa una olor lleugerament afruitada i el seu sabor és molt picant. El color de l'esporada és força semblant al de les làmines, de color ocraci pàl·lid.
- Les espores són el·lipsoidals, sense porus germinatiu, estan ornamentades amb berrugues amiloides i tenen una mida de 7-8,5 x 5-6 micròmetres.[7][9][10][11][12][13]

## Hàbitat i distribució geogràfica
És un bolet comú que apareix entre el maig i l'octubre a les avellanoses (Corylus avellana) situades entre 100 i 1.500 m d'altitud a Euràsia i Nord-amèrica.

## Comestibilitat
No és comestible car el seu làtex picant provoca una coentor considerable a tota la boca que pot perdurar força temps en qui l'ha tastat o consumit.

## Risc de confusió amb altres espècies
El fet que només es troba sota avellaners i el seu sabor molt picant, juntament amb la particularitat que el seu làtex es torna de color crema en assecar-se, permeten una ràpida identificació d'aquesta espècie. Tot i així, es pot confondre amb Lactarius mairei, un bolet també de làtex molt picant, que se'n separa perquè té el marge del barret barbut i les làmines més pàl·lides. A primer cop d'ull es pot confondre amb altres Lactarius comestibles, com els rovellons, els quals se'n separen perquè exsuden un làtex vermellós o ataronjat i no tenen el sabor coent. Lactarius piperatus també és coent, però se'n diferencia clarament pel color blanc del basidioma.